# Milada Ježková
Milada Ježková (ur. 27 czerwca 1910 w Smíchovie, zm. 4 maja 1994 w Pradze) – czeska aktorka filmowa, teatralna i telewizyjna. 

## Wybrane role filmowe
- 1965: Miłość blondynki (Lásky jedné plavovlásky) – matka Mildy
- 1966: Pociągi pod specjalnym nadzorem (Ostře sledované vlaky) – matka Zdenički
- 1967: Pali się moja panno (Hoří, má panenko) – żona Josefa
- 1979: Ja już będę grzeczny, dziadku (Já už budu hodný, dědečku!) – kobieta w tramwaju
- 1979: Arabela – starsza kobieta (serial TV)
- 1980: Wiedzą sąsiedzi, jak kto siedzi (Co je doma, to se počítá, pánové...) – babcia
- 1980: Ja kocham, ty kochasz (Ja milujem, ty miluješ) – mama Pišty
- 1981: Kelner, płacić! (Vrchní, prchni!) – pani z likierem żołądkowym i preclami
- 1981: Jak króliki (Jako zajíci) – babcia
- 1985: Cień paproci (Stín kapradiny) – żona Čepelki
- 1985: Skalpel, proszę! (Skalpel, prosím) – babka
- 1986: Wsi moja sielska, anielska (Vesnicko má stredisková) – Hrabětová
- 1986: Szansa Antoniego (Antonyho šance) – panna Valousková, sąsiadka